# Amata septemmaculatat
Amata septemmaculatat là một loài bướm đêm thuộc phân họ Arctiinae, họ Erebidae.